# Пантеллерия (коммуна)
Пантеллерия (итал. Pantelleria) — коммуна в южной Италии, в провинции Трапани. Расположена на одноимённом острове в Сицилийском проливе, в 100 км к юго-западу от Сицилии.
Покровителями коммуны почитаются Пресвятая Богородица (Madonna della Margana), а также святые Фортунат Касейский и Кристина, празднование 16 октября.

## Достопримечательности
На западном берегу, в 3 км на юго-восток от гавани, расположено неолитическое поселение с валом из небольших обсидиановых блоков, высотой 7,5 м, шириной 10 м у основания и 5 м по вершине и незащищённой восточной стороной. Здесь были найдены хижины, с гончарными изделиями, изделиями из обсидиана и другие артефакты. Артефакты выставлены в историческом музее Сиракуз.
На юго-востоке, в районе, известном как Кунелие, есть большое число захоронений, называемых «сеси», похожих на нураги на Сардинии, но меньше в размерах и состоящих из круглых или эллиптических башен, сложенных из грубоотёсанных кусков лавы, с погребальными камерами. Пятьдесят семь из них ещё видны. Самая большая эллиптическая башня 18—20 м диаметром, но большинство «сеси» имеют диаметр 6—7,5 м. Идентичный характер керамики, найденный в сеси, с теми, что были найдены в домах поселенцев, говорит что она клалась в погребения после употребления.

## Галерея

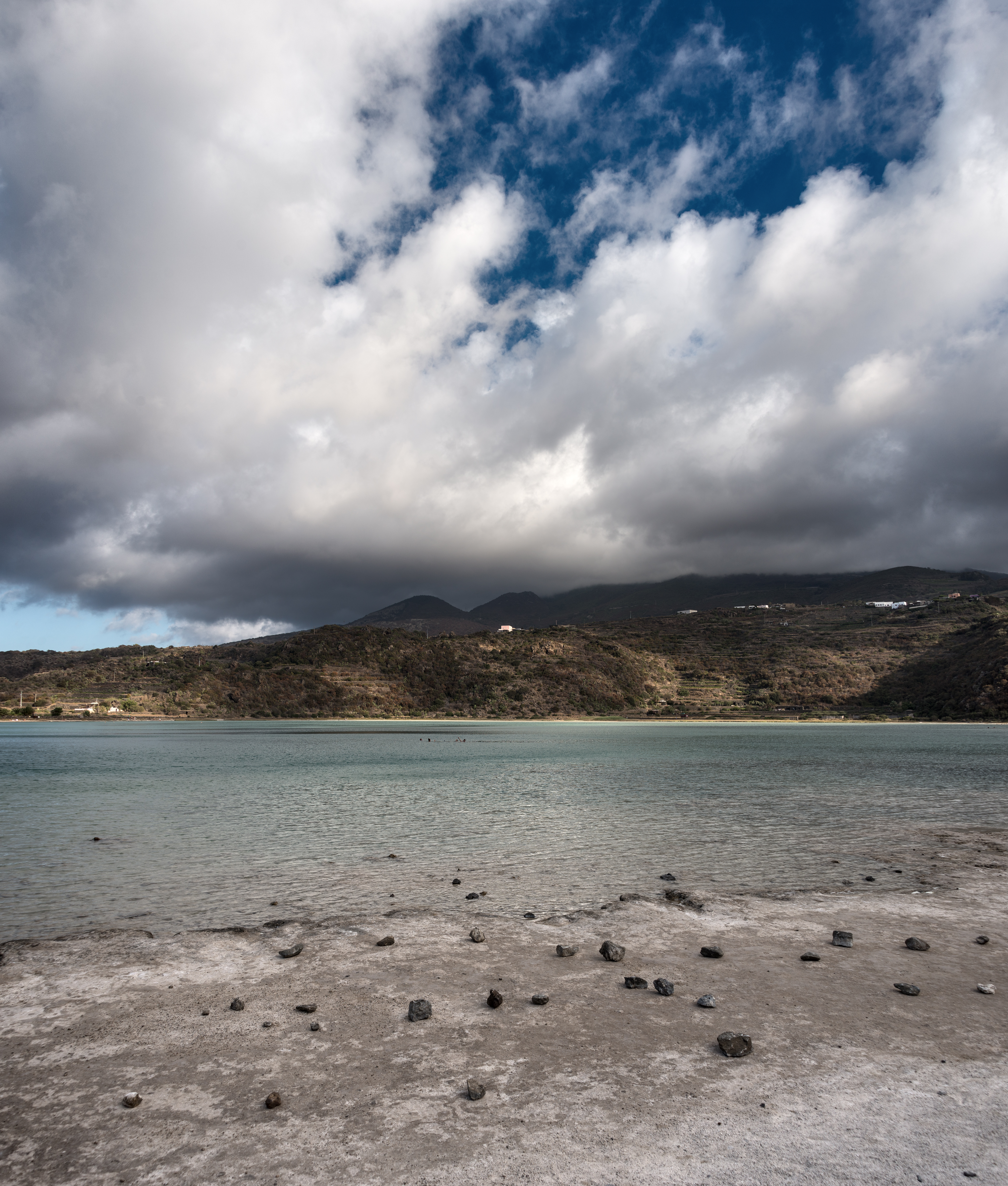
Specchio di Venere (Зеркало Венеры)
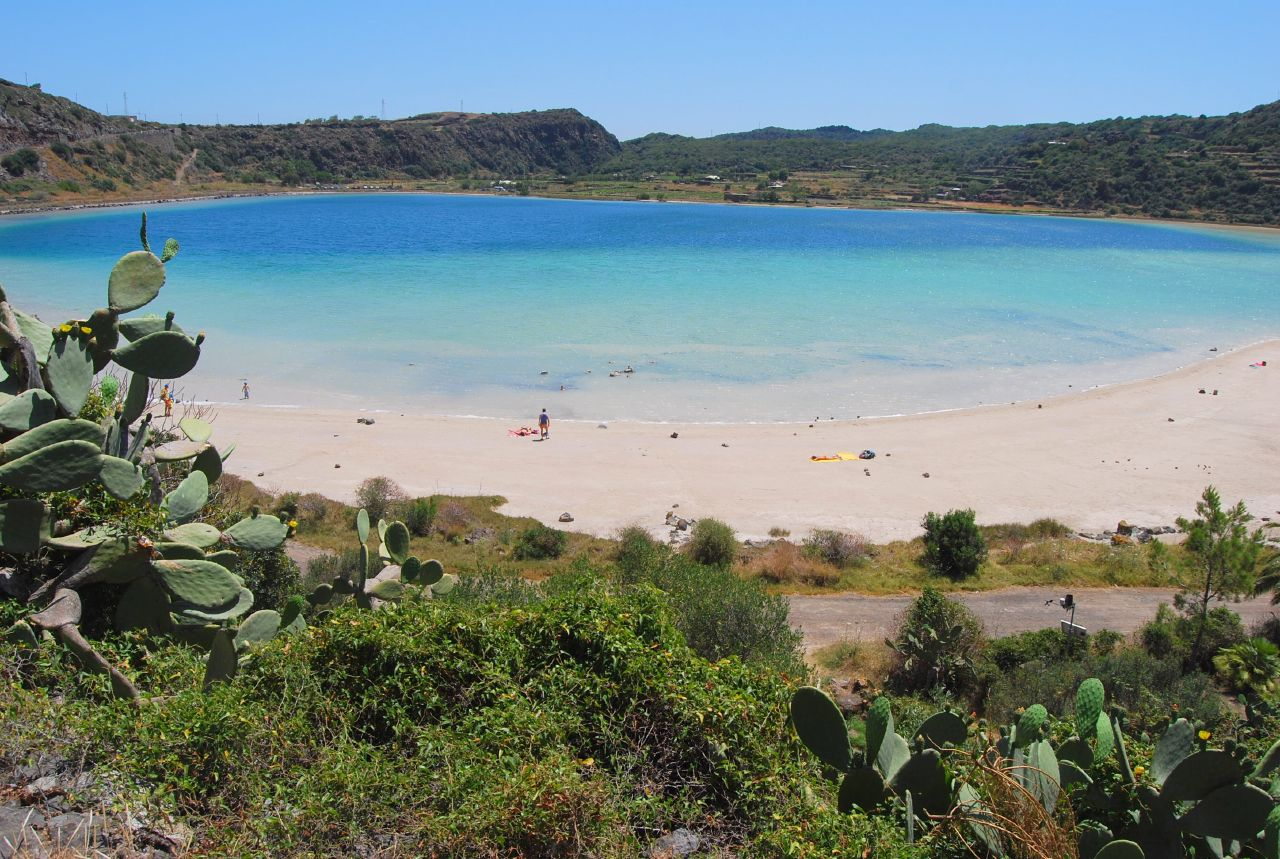
Specchio di Venere (Зеркало Венеры)
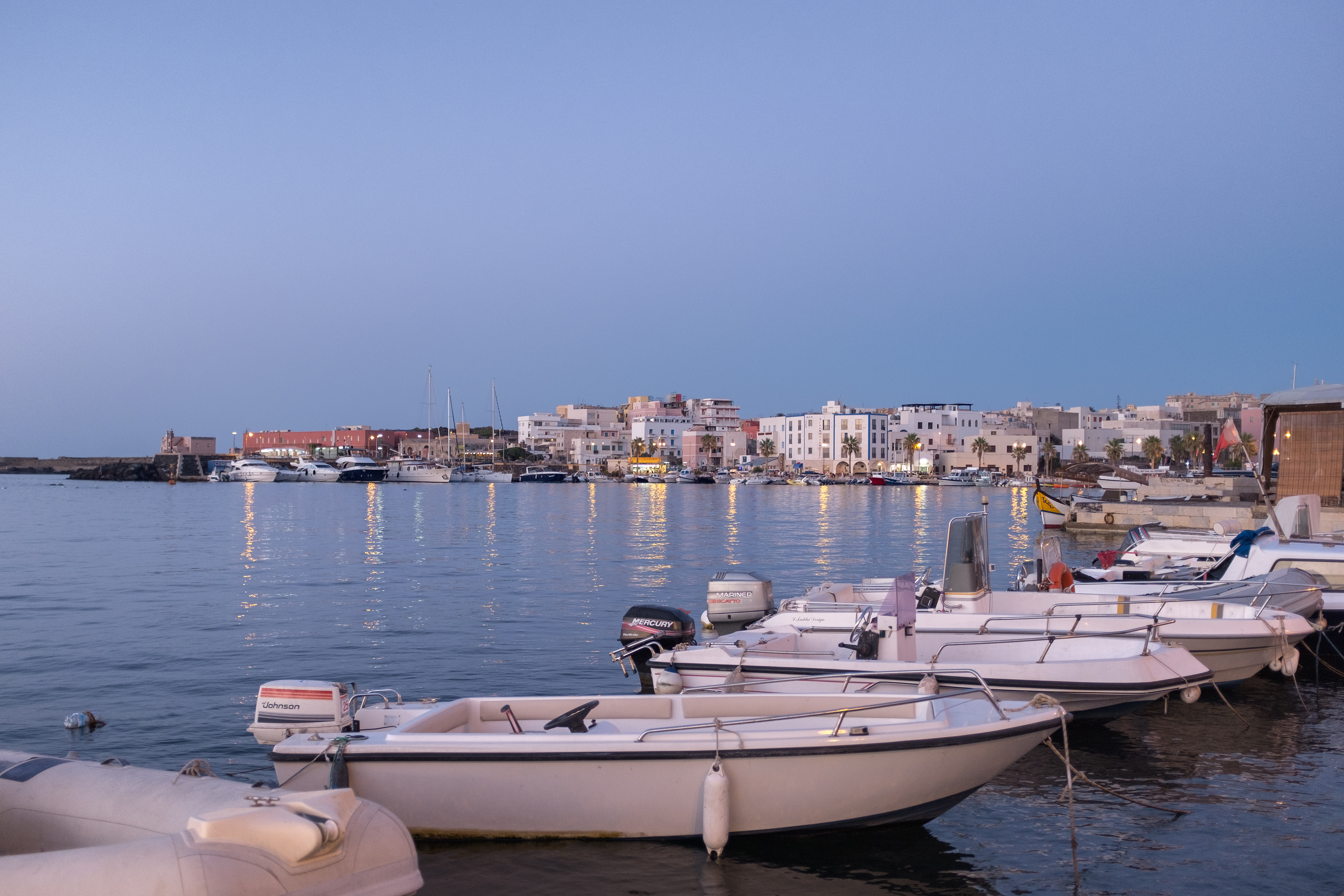
Порт
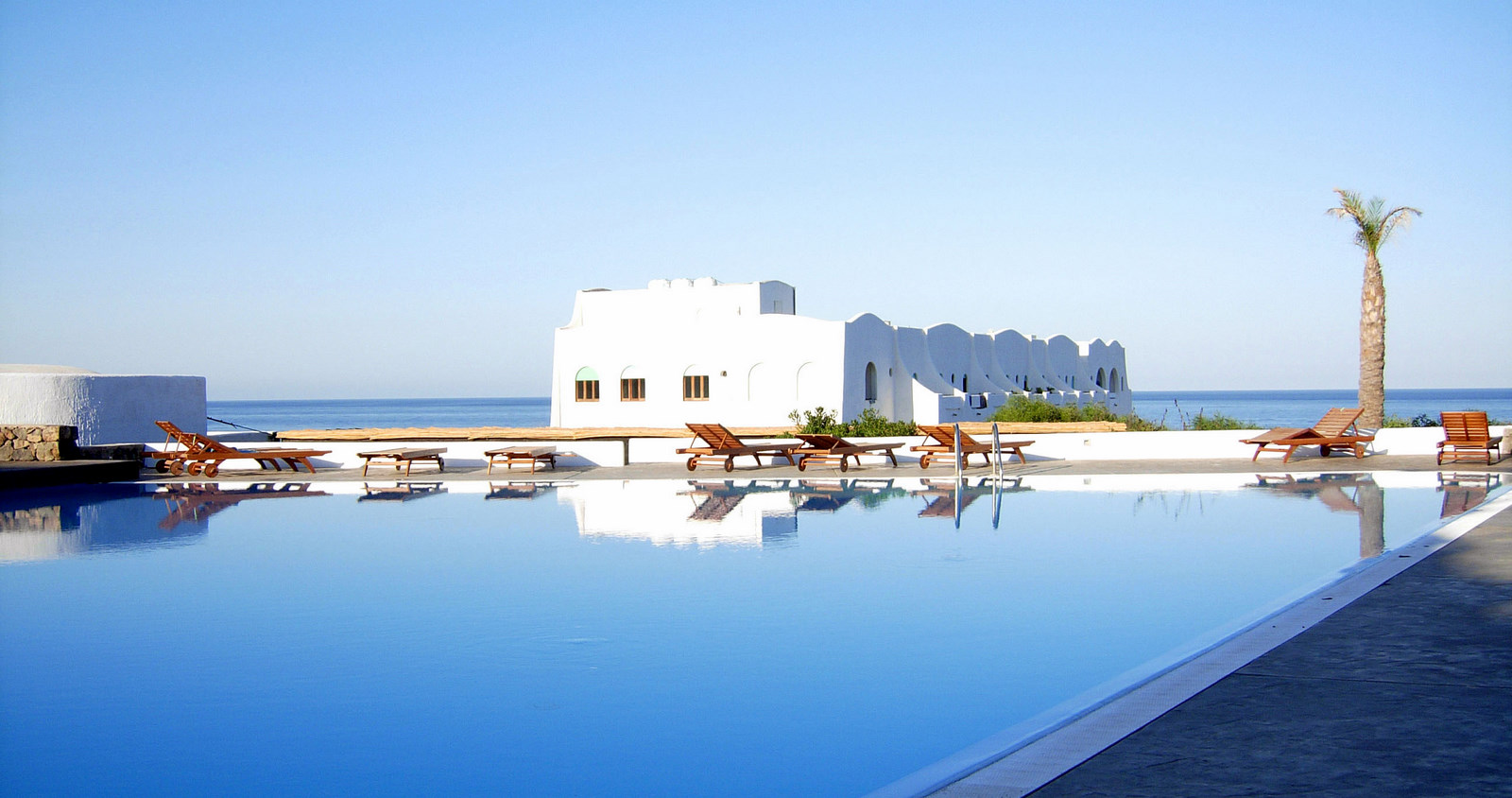
Типичный белый дом у моря
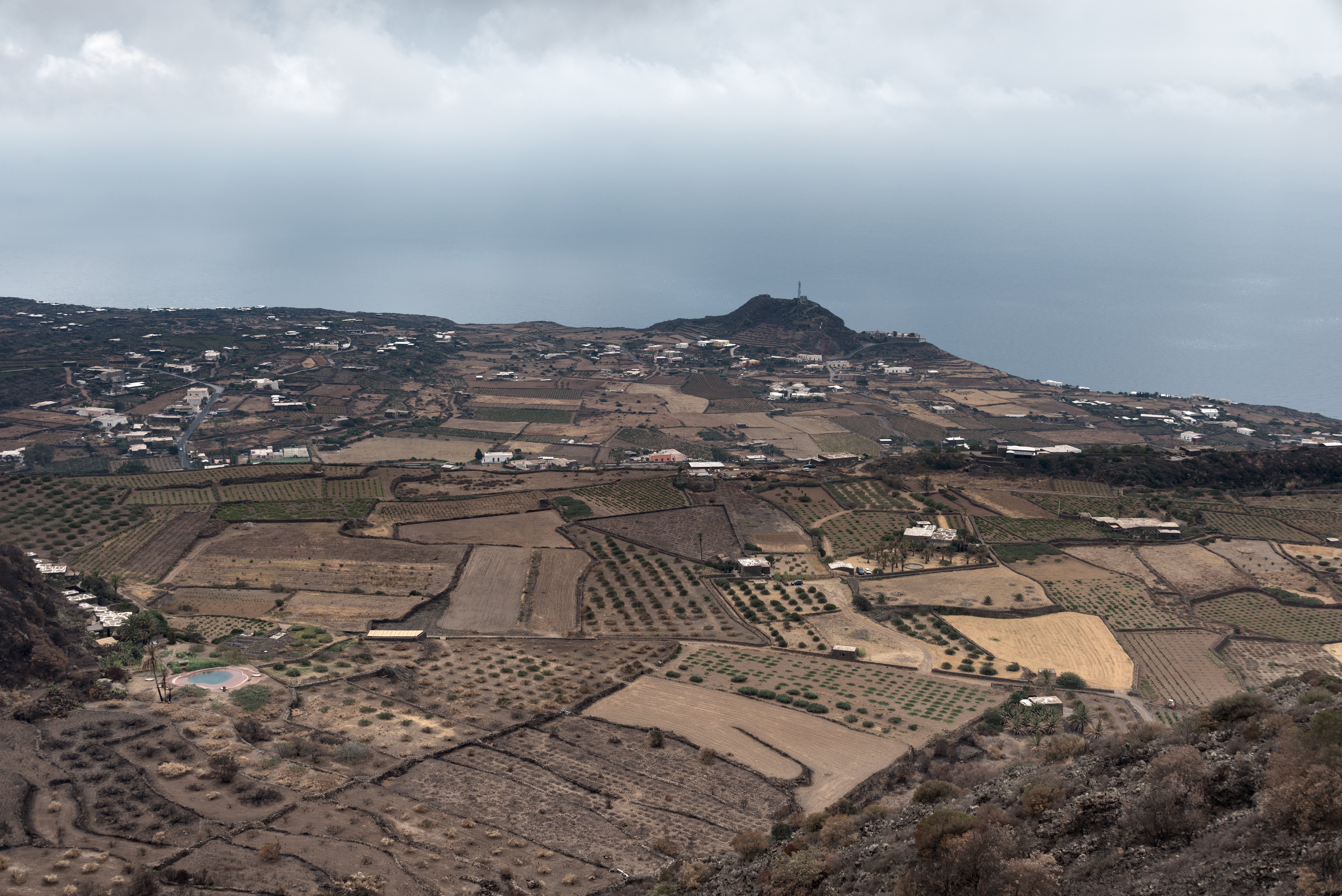
Засушливый пейзаж летом